# Blu-ray Disc
Blu-ray er et format til digital lagring af blandt andet high-definition video. 
Formatet har fået navn efter den blå laserstråle, der bruges ved læsning af mediet. Dvd'er og cd-rom'er læses med en rød laserstråle. Brugen af blåt lys giver mulighed for en meget tættere lagring af data end muligt på dvd på grund af lysets kortere bølgelængde. Laseren har en bølgelængde på 405 nm. Den blå laserstråle bevirker også at laseren nemmere stiller skarpt, hvorved hurtigere indlæsning er mulig.
Blu-ray disken har samme størrelse som en cd/dvd, men kan lagre 25 GB på et enkelt lag, og er derfor oplagt til brug ved spil og film i High Definition. 
Desuden kan lagene på en BD-ROM stables mange gange, så en BD-ROM har indtil videre en maksimal kapacitet på 200 GB.
Formatet konkurrerede med HD DVD om at blive afløseren for dvd, indtil Blu-ray vandt den 19. februar 2008. Den dag annoncerede den ledende drivkraft bag HD DVD, Toshiba, at de ikke længere ville udvikle, fremstille og markedsføre HD DVD-afspillere og -optagere. Dette udløste at næsten alle andre HD DVD støtter fulgte trop. Grunden til at Toshiba gav op var højst sandsynligt, at Warner Bros.-studiet sagde at de kun ville udgive deres film som Blu-ray. Toshiba har formelt afsluttet formatkrigen ved at melde sig ind i Blu-ray Disc Association og ved at have planer om en Blu-ray-afspiller på markedet i slutningen af 2009.

## Udbredelse
Sonys PlayStation 3 benytter Blu-ray formatet til både spil og film.

## Regionskoder
Der er et system der minder om dvd'ers regionskoder. Blu-ray-diske kan være kodet til en eller to af regionerne A, B og C, så de kun kan afspilles i en maskine solgt i en region, disken er kodet til.
- Region A
  - Nordamerika
  - Mellemamerika
  - Sydamerika
  - Korea
  - Japan
  - Sydøstasien undtagen Kina

- Region B:
  - Europa undtagen Rusland
  - Mellemøsten
  - Afrika
  - Australien
  - New Zealand

- Region C:
  - Rusland
  - Indien
  - Kina
  - Resten af verden